# Čonhar
Čonhar (in ucraino Чонгар?) è un villaggio nel distretto di Heničes'k nell'oblast' di Cherson, in Ucraina, che si trova sulla penisola omonima nella regione paludosa di Sivaš. Il villaggio è la sede dell'omonimo circondario rurale. Nel 2013 la sua popolazione risultava essere di 1 437 abitanti.
Parte dell'oblast' di Cherson, dal 2022 in seguito all'invasione russa dell'Ucraina è sotto l'occupazione russa.